# Юньсянь
Юньсянь (кит. упр. 云县, пиньинь Yún xiàn) — уезд городского округа Линьцан провинции Юньнань (КНР).

## История
Во времена империи Мин здесь в 1597 году была создана Юньчжоуская область (云州). После Синьхайской революции в Китае была проведена реформа структуры административного деления, в ходе которой области были упразднены, и поэтому в 1913 году Юньчжоуская область была преобразована в уезд Юньсянь.
После вхождения провинции Юньнань в состав КНР в 1950 году был образован Специальный район Дали (大理专区), и уезд вошёл в его состав. 
В 1956 году Специальный район Дали был упразднён, и уезд Юньсянь перешёл в состав Специального района Линьцан (临沧专区).
В феврале 1959 года уезды Юньсянь и Фэнцин были объединены в уезд Юньфэн (云凤县), но уже в октябре 1959 года они были воссозданы в прежних границах.
В 1970 году Специальный район Линьцан был переименован в Округ Линьцан (临沧地区).
В 2003 году округ Линьцан был преобразован в городской округ.

## Административное деление
Уезд делится на 7 посёлков, 2 волости и 3 национальные волости.

## Экономика
В уезде развиты сельское хозяйство (выращивание чая) и пищевая промышленность (обработка и упаковка чайного листа).

## Культура
В местной кухне популярны пикантные яйца и креветки со вкусом чая, паровые булочки с черным чаем.